# Frank Defays
Frank Defays (Namur, 23 febbraio 1974) è un allenatore di calcio ed ex calciatore belga, di ruolo difensore, tecnico del Zébra Élites Charleroi.

## Carriera

### Giocatore
Ha giocato nella prima divisione belga ed in quella lussemburghese.